# Yepton’s
Yepton’s, in Karten auch Yepton, ist ein kleiner Ort in der Parish of Saint John auf der Karibikinsel Antigua, im Staat Antigua und Barbuda.

## Lage und Landschaft
Yepton’s ist eine Ortslage bei Five Islands, westlich von St. John’s. Sie befindet sich am Nordufer der Five Islands Peninsula, des größeren der beiden westlichsten Kaps von Antigua, und blickt über Dickenson Bay und den Deepwater Harbor und dazwischen Fort Saint James. Westlich liegt die Lagune von Five Islands, schlicht „The Lagoon“ genannt, östlich eine weitere Lagune.
Der Ort hat gut 100 Einwohner (Stand: 2001).
|              |                                             |             |
|              | Kompassrose, die auf Nachbargemeinden zeigt | Hatton Hill |
| Five Islands |                                             |             |

## Geschichte und Infrastruktur
Die Gegend gehört zum touristischen Zentrum der Insel, Yepton’s ist aber verhältnismäßig abgelegen. Der Ort als solcher entstand erst in den 1980er Jahren, als hier mit dem Bau von Ferienhäusern und Resorts begonnen wurde. Die wichtigsten Betriebe sind die Yepton Estate Cottages, der Coconut Beach Club und die Villensiedlung Pillar Rock Estate. Südwestlich an der Lagune in Five Island liegt das Grand Royal Antiguan Hotel.
Zum Ort gehören drei Buchten, zwei sind frei zugängliche Badestrände: Hog John Bay (Yepton Beach, St. Johns Harbor West Beach), Pillar Rock Bay (Trafalgar Beach), sowie die Rocky Bay, an der die Lagune beginnt.